# Patria (serie de televisión)
Patria es una serie de televisión española de drama histórico producida por Alea Media para HBO España. La serie está basada en el libro Patria de Fernando Aramburu, que cuenta la historia de dos familias que pasan duros momentos durante los asesinatos y atentados del grupo terrorista ETA en el País Vasco.
El primer tráiler se lanzó el 12 de marzo de 2020. Meses después de no haber estrenado la serie durante la pandemia, el segundo tráiler se lanzó el 30 de agosto de 2020. La serie se estrenó simultáneamente en 21 países, incluyendo a España, Latinoamérica y Estados Unidos el 27 de septiembre de 2020.
La serie ha sido doblada al inglés, francés e italiano de momento.

## Sinopsis
Patria es la adaptación televisiva de la novela homónima escrita por Fernando Aramburu. La trama relata el impacto que el terrorismo etarra tiene sobre la población y cómo ésta vive en su día a día, en el contexto del "conflicto". Por un lado, la historia de aquellos que fueron víctimas de ETA y por otro lado, aquellos que tienen algún tipo de relación personal con ellos.
La ficción narra las consecuencias del terrorismo a través de dos familias que un día fueron inseparables y que representan las dos caras de esta moneda. Bittori y Miren solían ser mejores amigas, pero su relación cambia para siempre después de que Txato, el marido de Bittori y empresario vasco, sea asesinado en la puerta de su casa. A partir de ese día, la vida de su mujer Bittori y sus hijos da un giro completo. Miren, cuyo hijo es militante de la banda terrorista ETA, rompe la relación con su amiga Bittori.
A partir de ese momento, las dos familias tienen que hacer frente al duelo y a las contradicciones morales a la vez que sus vidas siguen con circunstancias que determinan su futuro. El día que ETA anuncia el fin de la violencia, Bittori, ahora afincada en San Sebastián, decide volver a su pueblo. Allí siente las miradas y el desprecio de la sociedad al ser reconocida, pero necesita respuestas sobre el asesinato de su marido, por lo que decide investigar hasta saber la verdad.

## Reparto

### Reparto principal
- Elena Irureta como Bittori
- Ane Gabarain como Miren Uzkudun
- José Ramón Soroiz como Jesús María "Txato" Lertxundi Altuna
- Mikel Laskurain como Joxian Garmendia
- Loreto Mauleón como Arantxa Garmendia Uzkudun
- Susana Abaitua como Nerea Lertxundi
- Eneko Sagardoy como Gorka Garmendia Uzkudun
- Íñigo Aranbarri como Xabier Lertxundi
- Jon Olivares como Joxe Mari Garmendia Uzkudun

### Reparto secundario
- María Isabel Díaz Lago como Celeste
- Alvar Gordejuela como Juancar
- Fernando Guallar como Quique
- Begoña Maestre como Aránzazu
- Patxi Santamaría como Don Serapio
- Íñigo de la Iglesia como Patxi
- Lander Otaola como Jokin
- Mikele Urroz como Josune
- Chechu Salgado como Carlos Vázquez Teixeiro "Patxo"
- Nagore Aranburu como Txopo
- Marcel Borràs como José Carlos
- Pepe Barroso como Klaus-Dieter
- Adolfo Fernández como Jefe de Joxian
- Jon Plazaola como Eneko
- Mikel Mikeo como Ramón Lasa

## Episodios
| N.º | Título                         | Dirigido por    | Escrito por     | Fecha de lanzamiento original |
| --- | ------------------------------ | --------------- | --------------- | ----------------------------- |
| 1 | «Octubre benigno»              | Félix Viscarret | Aitor Gabilondo | 27 de septiembre de 2020      |
| Bittori, viuda de un empresario vasco asesinado por ETA, regresa a su pueblo para descubrir toda la verdad sobre el crimen.                  |                                |                 |                 |                               |
| 2 | «Encuentros»                   | Félix Viscarret | Aitor Gabilondo | 27 de septiembre de 2020      |
| El regreso de Bittori al pueblo despierta la incomodidad de los vecinos y, sobre todo, de Miren, su antigua mejor amiga, madre de un etarra. |                                |                 |                 |                               |
| 3 | «Últimas meriendas»            | Félix Viscarret | Aitor Gabilondo | 4 de octubre de 2020          |
| Bittori quiere saber si Joxe Mari, el hijo de Miren, fue quien mató a su marido.                                                             |                                |                 |                 |                               |
| 4 | «Txato, entzun, pim, pam, pum» | Félix Viscarret | Aitor Gabilondo | 11 de octubre de 2020         |
| Bittori escribe una carta a Joxe Mari pidiéndole que le cuente lo sucedido el día del atentado.                                              |                                |                 |                 |                               |
| 5 | «El país de los callados»      | Óscar Pedraza   | Aitor Gabilondo | 18 de octubre de 2020         |
| Arantxa, hija de Miren, ayuda a Bittori en su misión y presiona a su hermano, Joxe Mari.                                                     |                                |                 |                 |                               |
| 6 | «Patrias y mandangas»          | Óscar Pedraza   | Aitor Gabilondo | 25 de octubre de 2020         |
| La labor de Bittori comienza a dar sus frutos: Joxian tiene un gesto de acercamiento.                                                        |                                |                 |                 |                               |
| 7 | «Pan ensangrentado»            | Óscar Pedraza   | Aitor Gabilondo | 1 de noviembre de 2020        |
| La noticia de la detención de Joxe Mari, acusado del asesinato del Txato conmociona a las dos familias.                                      |                                |                 |                 |                               |
| 8 | «Mañana de domingo»            | Óscar Pedraza   | Aitor Gabilondo | 8 de noviembre de 2020        |
| Bittori recibe una carta de Joxe Mari, ¿contendrá lo que ella tanto ansía?                                                                   |                                |                 |                 |                               |

## Estreno
La serie tenía contemplada su presentación en el festival Séries Mania en Francia en marzo, antes de ser estrenada el 17 de mayo, pero con la llegada de la pandemia de COVID-19, la serie se pospuso para 6 meses después, siendo estrenada finalmente el 27 de septiembre de 2020, durante el festival de San Sebastián.
En otoño 2022 se emitió en abierto a nivel nacional de España a través de Telecinco todos los capítulos.

## Polémica
En septiembre de 2020, varios días antes de su estreno, HBO publicó un cartel que levantó una fuerte polémica al mostrar dos fotogramas en los que se mostraba a un independentista torturado por la policía y al lado a la protagonista llorando por el asesinato de su marido. Muchas personas interpretaron que con dicho cartel se confirmaba que en la serie se haría una equiparación entre E.T.A. y las víctimas de terrorismo que no se correspondía con la novela. El propio Fernando Aramburu tuvo que salir públicamente para opinar sobre la polémica y aclarar que el cartel le parecía desafortunado pero que no se correspondía con el tono de la serie.

## Documental La noche de patria
La noche de 'Patria, el documental que reflexiona sobre la sociedad que refleja la novela De Aramburu.
El reportaje reúne a víctimas de ETA, de los GAL y un exmiembro de ETA que charlan sobre lo que ha supuesto en sus vidas el terrorismo.
El documental es un repaso al sufrimiento de quienes han vivido en primera persona el terrorismo de ETA. Cuenta con los testimonios de Josu Elespe, el hijo del teniente de alcalde (PSE) de Lasarte que fue asesinado por el comando Donosti en 2001; Naiara Zamarreño, hija del concejal del PP en Rentería, Manolo Zamarreño, asesinado por ETA en el 98; Gorka Landáburu, periodista al que ETA hirió con un paquete bomba en 2001; Maixabel Lasa, la mujer del gobernador civil de Guipúzcoa, Juan Mari Jaúregui, asesinado por el comando Buruntza de ETA en 2000; Sara Buesa, hija de Fernando Buesa, diputado del PSE en el Parlamento vasco, asesinado por ETA en 2000; Jorge Mota, hermano de Ángel Mota Iglesias, funcionario de prisiones asesinado por ETA en 1990 y Maider García, hija del Juan Carlos García Goena, asesinado por los GAL en 1987. A todos ellos hay que sumar a Jon Aldalur, miembro de ETA político militar del 75 al 77, implicado en el secuestro y asesinato del gerente de la empresa Sigma, Ángel Berazadi y que se benefició de la amnistía después de haber cumplido 14 meses de cárcel.
Todos ellos relatan en primera persona su experiencia con el terrorismo: cómo lo sufrieron, cómo lo vivieron, qué secuelas les ha dejado a ellos y cuáles a la sociedad. Aldalur es el único que participó activamente en la comisión de atentados y comparte mesa con otras víctimas como Josu Elespe, Naiara Zamarreño y Maider García. Los cuatro escuchan el relato de cómo el comando de Aldalur secuestró y mató a Ángel Berazadi a mediados de los años 70, en los que España hacía la transición de la dictadura a la democracia. Aldalur no había cumplido aun los 20 años pero ya compartía comando con otros compañeros. Reconoce que su gran suerte fue que le llegara la amnistía y que solo cumpliera 14 meses de cárcel a pesar del asesinato en el que participó. El y todos los que intervienen en el documental, destacan el papel generoso de la víctimas a las que hay que pedir perdón de manera más decidida ya.

## Reconocimientos
| Año  | Premiación                                | Categoría                                                         | Nominado(s)                     | Resultado | Ref.   |
| ---- | ----------------------------------------- | ----------------------------------------------------------------- | ------------------------------- | --------- | ------ |
| 2020 | Premios Ondas                             | Mejor serie española de drama                                     | Patria                          | Ganadora  | [ 10 ] |
| 2021 | Premios Forqué                            | Mejor serie                                                       | Patria                          | Nominada  | [ 11 ] |
| 2021 | Premios Forqué                            | Mejor interpretación femenina en serie                            | Ane Gabarain                    | Nominada  | [ 11 ] |
| 2021 | Premios Forqué                            | Mejor interpretación femenina en serie                            | Elena Irureta                   | Ganadora  | [ 11 ] |
| 2021 | Premios Feroz                             | Mejor serie dramática                                             | Patria                          | Nominada  | [ 12 ] |
| 2021 | Premios Feroz                             | Mejor actriz protagonista en serie                                | Ane Gabarain                    | Nominada  | [ 12 ] |
| 2021 | Premios Feroz                             | Mejor actriz protagonista en serie                                | Elena Irureta                   | Ganadora  | [ 12 ] |
| 2021 | Premios Feroz                             | Mejor actor de reparto en serie                                   | Mikel Laskurain                 | Nominado  | [ 12 ] |
| 2021 | Premios Feroz                             | Mejor actor de reparto en serie                                   | Eneko Sagardoy                  | Nominado  | [ 12 ] |
| 2021 | Premios Feroz                             | Mejor actriz de reparto en serie                                  | Susana Abaitua                  | Nominada  | [ 12 ] |
| 2021 | Premios Feroz                             | Mejor actriz de reparto en serie                                  | Loreto Mauleón                  | Ganadora  | [ 12 ] |
| 2021 | Premios MiM                               | Mejor DAMA a la mejor miniserie                                   | Patria                          | Ganadora  | [ 13 ] |
| 2021 | Premios MiM                               | Premio DAMA a la mejor actriz de drama                            | Ane Gabarain                    | Ganadora  | [ 13 ] |
| 2021 | Premios MiM                               | Premio DAMA a la mejor actriz de drama                            | Elena Irureta                   | Ganadora  | [ 13 ] |
| 2021 | Premios MiM                               | Premio MiM al mejor guion                                         | Aitor Gabilondo                 | Nominado  | [ 13 ] |
| 2021 | Premios MiM                               | Premio MiM a la mejor dirección                                   | Óscar Pedraza y Félix Viscarret | Nominada  | [ 13 ] |
| 2021 | Premios Platino                           | Mejor Miniserie o Teleserie Cinematográfica Iberoamericana        | Patria                          | Ganadora  | [ 14 ] |
| 2021 | Premios Platino                           | Mejor Creación                                                    | Aitor Gabilondo                 | Ganador   | [ 14 ] |
| 2021 | Premios Platino                           | Mejor Interpretación Femenina en Miniserie o Teleserie            | Elena Iureta                    | Ganadora  | [ 14 ] |
| 2021 | Premios Platino                           | Mejor Interpretación Femenina de Reparto en Miniserie o Teleserie | Loreto Mauleón                  | Ganadora  | [ 14 ] |
| 2021 | Premios Platino                           | Mejor Interpretación Femenina de Reparto en Miniserie o Teleserie | Susana Abaitua                  | Nominada  | [ 14 ] |
| 2021 | Premios Emmy Internacional                | Mejor actuación femenina (España)                                 | Ane Gabarain                    | Nominada  | [ 15 ] |
| 2021 | Festival Internacional de Cine de Almería | Mejor Miniserie                                                   | Patria                          | Nominada  |        |
| 2021 | Festival Internacional de Cine de Almería | Mejor actriz Miniserie                                            | Elena Irureta                   | Ganadora  |        |

- Premio Liber 2021 a la mejor adaptación audiovisual de una obra literaria.